# Mellor, Greater Manchester
Mellor är en ort i unparished area Marple, i distriktet Stockport, i Storbritannien. Den ligger i grevskapet Greater Manchester och riksdelen England, i den centrala delen av landet, 240 km nordväst om huvudstaden London. Mellor ligger 251 meter över havet och antalet invånare är 2 394. Mellor var en civil parish 1866–1936 när blev den en del av Marple. Civil parish hade 1 712 invånare år 1931.
Terrängen runt Mellor är kuperad österut, men västerut är den platt. Terrängen runt Mellor sluttar västerut. Runt Mellor är det ganska tätbefolkat, med 166 invånare per kvadratkilometer. Närmaste större samhälle är Manchester, 17,2 km nordväst om Mellor. Trakten runt Mellor består i huvudsak av gräsmarker.